# Étang de Thau et lido de Sète à Agde
Étang de Thau et lido de Sète à Agde este o arie protejată (arie de protecție specială avifaunistică — SPA) din Franța întinsă pe o suprafață de 8.322 ha, integral pe uscat.

## Localizare
Centrul sitului Étang de Thau et lido de Sète à Agde este situat la coordonatele 43°23′32″N 3°36′33″E / 43.39226°N 3.6092°E.

## Înființare
Situl Étang de Thau et lido de Sète à Agde a fost declarat arie de protecție specială avifaunistică în baza directivei 79/409 din 1979 referitoare la conservarea păsărilor sălbatice pentru a proteja 19 specii de animale.

## Biodiversitate
Situată în ecoregiunea mediteraneană, aria protejată nu include niciun habitat protejat.
La baza desemnării sitului se află mai multe specii protejate de  păsări (19): privighetoare-de-baltă (Acrocephalus melanopogon), fâsă-de-câmp (Anthus campestris), Bubulcus ibis, prundăraș de sărătură (Charadrius alexandrinus), dumbrăveancă (Coracias garrulus), egretă mică (Egretta garzetta), cufundar polar (Gavia arctica), piciorong (Himantopus himantopus), stârc pitic (Ixobrychus minutus), Larus audouinii, pescăruș-cu-cap-negru (Larus melanocephalus), pescăruș râzător (Larus ridibundus), gaia neagră (Milvus migrans), Phoenicopterus ruber, corcodel-cu-gât-negru (Podiceps nigricollis), ciocântors (Recurvirostra avosetta), chiră mică (Sterna albifrons), chiră de baltă (Sterna hirundo), chiră de mare (Sterna sandvicensis).
Pe lângă speciile protejate, pe teritoriul sitului au mai fost identificate 1 specie de păsări.